# بو کولبری
بو کولبری (انگلیسی: Boo Kullberg; ۲۳ مهٔ ۱۸۸۹ – ۵ آوریل ۱۹۶۲) ژیمناست هنری اهل سوئد بود.